# Тяптяєво
Тяптя́єво (рос. Тяптяево, чув. Тептĕ) — село у Чувашії Російської Федерації, адміністративний центр Ювановського сільського поселення Ядринського району.
Населення — 154 особи (2010; 177 в 2002, 254 в 1979, 407 в 1939, 465 в 1926, 478 в 1906, 390 в 1858, 301 в 1795). У національному розрізі у селі мешкають чуваші та росіяни.

## Історія
Історична назва — Тептяєва. До 1866 року селяни мали статус державних, займались землеробством, тваринництвом, виробництвом взуття. Діяв храм Святого Архангела Михаїла (1901–1941). У кінці 19 століття діяла церковнопарафіяльна школа, на початку 20 століття — земське училище, у 1920-их роках — початкова школа. 1930 року створено колгосп «1 травня». До 22 липня 1920 року село входило до складу Тенякової сотні, Кожважсігачинської та Малокарачкінської волостей Козьмодемьянського повіту, до 5 жовтня 1920 року — у складі Малокарачкінської волості Чебоксарського повіту, а до 1927 року — у складі Ядринського повіту. Після переходу 1927 року на райони — спочатку у складі Татаркасинського району, у період 1939–1962 років — у складі Сундирського району, а потім — у складі Ядринського району.

## Господарство
У селі діють клуб, будинок ветеринара, магазин, церква (з 1991 року).